# Alcichthys elongatus
Alcichthys elongatus är en fiskart som först beskrevs av Steindachner, 1881.  Alcichthys elongatus ingår i släktet Alcichthys och familjen simpor. IUCN kategoriserar arten globalt som livskraftig. Inga underarter finns listade i Catalogue of Life.